# Club Atlético River Plate 1934
Questa voce raccoglie le informazioni riguardanti il Club Atlético River Plate nelle competizioni ufficiali della stagione 1934.

## Stagione
La stagione del River si aprì con il 6-1 sul San Lorenzo de Almagro. La compagine di Caamaño prima e Magdessy poi fece un campionato segnato da pochi pareggi e diverse sconfitte; il 25 maggio sconfisse per 8-1 l'Atlanta-Argentinos Juniors fuori casa, mandando a referto la vittoria con il maggior numero di gol di scarto del torneo. La formazione dalla banda rossa registrò il secondo miglior attacco, con 91 gol fatti, e la seconda miglior difesa, con 44 gol subiti.

## Maglie e sponsor
| Casa | Trasferta |

## Rosa
| N. |                      | Ruolo | Calciatore         |
| -- | -------------------- | ----- | ------------------ |
|    | Argentina (bandiera) | P     | Ángel Bossio       |
|    | Argentina (bandiera) | P     | Sebastián Sirni    |
|    | Argentina (bandiera) | D     | José Agnelli       |
|    | Argentina (bandiera) | D     | Joaquín Bezos      |
|    | Argentina (bandiera) | D     | Alberto Cuello     |
|    | Argentina (bandiera) | D     | Teófilo Juárez     |
|    | Argentina (bandiera) | D     | Fioravanti Marullo |
|    | Argentina (bandiera) | D     | Carlos Santamaría  |
|    | Argentina (bandiera) | D     | Cataldo Spitale    |
|    | Argentina (bandiera) | D     | Aarón Wergifker    |
|    | Argentina (bandiera) | C     | Alfredo Caivano    |
|    | Argentina (bandiera) | C     | Pedro Chalú        |
|    | Argentina (bandiera) | C     | Manuel Ferreira    |
|    | Argentina (bandiera) | C     | Alejandro Giglio   |
|    | Argentina (bandiera) | C     | Norberto Maiola    |

| N. |                      | Ruolo | Calciatore        |
| -- | -------------------- | ----- | ----------------- |
|    | Argentina (bandiera) | C     | Raúl Martínez     |
|    | Argentina (bandiera) | C     | Vicente Ruscitti  |
|    | Argentina (bandiera) | A     | Eduardo Davico    |
|    | Paraguay (bandiera)  | A     | Clotardo Dendi    |
|    | Argentina (bandiera) | A     | Bernabé Ferreyra  |
|    | Argentina (bandiera) | A     | José García       |
|    | Uruguay (bandiera)   | A     | Pedro Lago        |
|    | Uruguay (bandiera)   | A     | José Lamas        |
|    | Argentina (bandiera) | A     | Osvaldo Landoni   |
|    | Paraguay (bandiera)  | A     | Benjamín Laterza  |
|    | Argentina (bandiera) | A     | Carlos Locasso    |
|    | Argentina (bandiera) | A     | Natalio Perinetti |
|    | Argentina (bandiera) | A     | Carlos Peucelle   |
|    | Argentina (bandiera) | A     | Federico Tello    |
|    | Argentina (bandiera) | A     | Ricardo Zatelli   |

## Statistiche

### Statistiche di squadra
| Competizione     | Punti | Totale | Totale | Totale | Totale | Totale | Totale | DR  |
| Competizione     | Punti | G      | V      | N      | P      | Gf     | Gs     | DR  |
| ---------------- | ----- | ------ | ------ | ------ | ------ | ------ | ------ | --- |
| Primera División | 50    | 39     | 23     | 4      | 12     | 91     | 44     | +47 |
| Totale           | -     |        |        |        |        |        |        | -   |